# Cophixalus ateles
Cophixalus ateles és una espècie de granota que viu a Papua Nova Guinea.